# Emil Stahl

Emil Stahl

Emil Theodor Stahl (* 17. November 1879 in Michelstadt, Kreis Erbach; † 25. April 1956 in Frankfurt am Main) war ein deutscher Politiker (SPD) und Widerstandskämpfer gegen den Nationalsozialismus.

## Leben und Wirken
Nach dem Besuch der Volksschule in Frankfurt am Main arbeitete Stahl ab 1894 als Hausdiener und Handelshilfsarbeiter. 1897 wurde er Mitglied des Deutschen Transportarbeiterverbandes. 1902 trat er in die Sozialdemokratische Partei Deutschlands (SPD) ein. 1907 übernahm er eine Anstellung als Sekretär im Hauptbüro des Transportarbeiterverbandes in Berlin. Von 1915 bis 1916 nahm Stahl am Ersten Weltkrieg teil. Nach seiner Rückkehr aus dem Krieg war er als Lokalberichterstatter der SPD-Parteizeitung Vorwärts tätig.
Bei einer Nachwahl zog Stahl am 14. März 1917 für den Wahlkreis Osthavelland in den Reichstag ein. Im folgenden Jahr wurde er zudem Stadtverordneter in Spandau (bis 1921).
Während der Novemberrevolution von 1918 wurde Stahl Vorsitzender des Arbeiter- und Soldatenrats von Spandau und als solcher im Dezember zum Reichsrätekongress delegiert. Von 1918 bis 1921 war er Stadtverordneter in Spandau. Von Januar 1919 bis Juni 1920 gehörte Stahl der Weimarer Nationalversammlung als Vertreter des Wahlkreises 4 (Regierungsbezirk 1 Potsdam) an. Im selben Jahr übernahm er das Amt des 2. Bürgermeisters von Spandau, das er bis 1921 bekleidete. Von 1922 bis 1933 leitete er den Bezirksverband der SPD in Brandenburg-Grenzmark. Von 1924 bis 1933 war er außerdem Beisitzer im Parteivorstand der SPD. Von 1925 bis 1933 war er als Angestellter Leiter der Wirtschaftsabteilung des Berliner Verkehrsbundes. 1928 wurde er als Abgeordneter in den Preußischen Landtag gewählt, dem er bis 1933 angehörte.
Stahl emigrierte im Mai 1933 in die Tschechoslowakei, wo er in Reichenberg als Grenzsekretär der Sopade fungierte. Sein Zuständigkeitsgebiet erstreckte sich über Brandenburg und Teile Schlesiens. Als Decknamen nutzte er „Emil Hoffmann“ und „Ernst Worel“. Unter anderem hielt er eine Verbindung zum ehemaligen SPD-Unterbezirkssekretär für Guben und Umgebung, Friedrich Schmidt, aufrecht und versorgte diesen mit illegalen Materialien wie der „Sozialistischen Aktion“. 1936 nahmen ihn die tschechoslowakischen Behörden vorübergehend in Gewahrsam und erteilten ihm ein „Betätigungsverbot wegen öffentl. Kritik an CSR-Behörden“. Das deutsche NS-Regime veranlasste am 27. Oktober 1937 seine Ausbürgerung. Im Juni 1938 reiste Stahl nach Schweden, wo er die Leitung des Sekretariats der Sopade in Stockholm übernahm. Bis 1940 bemühte er sich erfolglos um ein Visum für die USA. Nach politischen und persönlichen Auseinandersetzungen mit der Stockholmer Ortsgruppe der Exil-SPD legte er den Vorsitz der schwedischen Landesgruppe 1943 nieder. Politisch trat er danach nicht mehr in Erscheinung.
1952 kehrte Emil Stahl nach Deutschland zurück. Er zog nach Frankfurt am Main, wo er seinen Lebensabend verbrachte.